# Cinto do sumo sacerdote de Israel

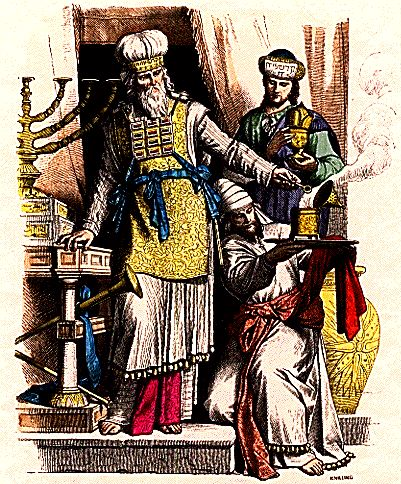
O Sumo Sacerdote vestindo as vestes sagradas, as extremidades do Avnet são mostrados em vermelho pendurado em seus pés. O sacerdote em um joelho ao lado dele está usando o cinto (avnet) envolto em torno de sua cintura.

O cinto sacerdotal (em hebraico:  avnet) era um cinto feito de linho branco usado pelo Sumo Sacerdote judeu e pelos sacerdotes do antigo Israel sempre que serviam no Tabernáculo ou o Templo em Jerusalém.
O cinto sacerdotal usado pelo Sumo Sacerdote era de linho fino com "trabalho de bordado" em azul, púrpura e escarlate Êxodo 28:39 Êxodo 39:29. Os que eram usados pelos sacerdotes eram brancos, torcidos de linho. O cinto não deve ser confundido com o cinto bordado do Éfode. Como a outras vestes sacerdotais, o propósito do cinto era "para glória e beleza" (Êxodo 28:41).
.
No Dia da Expiação, o Sumo Sacerdote mudava para uma "vestes de linho" especial, que incluía um faixa sacerdotal de linho fino, sem qualquer bordado (Levítico 16:4). Estas vestes de linho eram usados apenas uma vez, com novas feitas a cada ano.

## Na literatura rabínica
De acordo com a literatura rabínica, o faixa sacerdotal tinha de 32 côvados de comprimento (Midrash; Maimônides) e 2, 3 ou 4 dedos de largura (Maimônides; Kadmoniyot). Neste comprimento, ele teria que ter envolto ao redor do corpo várias vezes. Teorias diferentes sobre a forma como isso era feito: alguns dizem que era envolto apenas ao redor da cintura, enquanto outros dizem que era envolto ao redor da cintura e sobre os ombros, atravessando o coração. Em qualquer caso, as extremidades eram amarradas e permitiam que fosse pendurada para baixo na frente.
De acordo com o Talmude, o uso do faixa sacerdotal expiava os "pecados do coração" (pensamentos impuros) por parte dos filhos de Israel (B.Zevachim 88:B)